# Pesadelo na Cozinha (Portugal)
Pesadelo na Cozinha foi uma série de televisão portuguesa sobre culinária transmitida pela TVI. É baseada no formato original Ramsay's Kitchen Nightmares exibido no Reino Unido. Com números estimados sempre acima do 1,3 milhão de telespectadores, o programa tornou-se um sucesso de audiências.

## Formato
O formato português é conduzido pelo chefe Ljubomir Stanisic, que tem como propósito reerguer restaurantes que estão a entrar em falência ou noutro tipo de condições difíceis. A primeira temporada do programa estreou a 12 de março de 2017 e terminou a 4 de junho do mesmo ano.
Durante a exibição da primeira temporada, o programa foi líder absoluto de audiências desde a sua estreia. Ao fim de 13 episódios, conquistou uma média de 16,8% de rating e 34,6% de share.
A segunda temporada do programa estreou a 9 de setembro de 2018 e terminou a 25 de novembro de 2018.
A terceira temporada do programa estreou a 1 de dezembro de 2019 e terminou a 26 de janeiro de 2020, tendo sido, à semelhança das anteriores, líder de audiências. 
Nos dias  2 de fevereiro de 2020 e 9 de fevereiro de 2020 é emitido um especial do programa intitulado de Pesadelo do Chef.

## Temporadas
| Temporada | Temporada | Episódios | Episódios | Originalmente exibido   | Originalmente exibido   |
| Temporada | Temporada | Episódios | Episódios | Estreia da temporada    | Final da temporada      |
| --------- | --------- | --------- | --------- | ----------------------- | ----------------------- |
|           | 1         | 13        | 13        | 12 de março de 2017     | 04 de junho de 2017     |
|           | 2         | 10        | 10        | 09 de setembro de 2018  | 25 de novembro de 2018  |
|           | 3         | 10        | 10        | 01 de dezembro de 2019  | 26 de janeiro de 2020   |
|           | Especiais | 2         | 2         | 02 de fevereiro de 2020 | 09 de fevereiro de 2020 |

## Episódios

### 1.ª Temporada
| N.º na série | N.º na temp. | Título                              | Exibição original   | Audiência (share) |
| ------------ | ------------ | ----------------------------------- | ------------------- | ----------------- |
| 1            | 1            | "Amburgaria e Pregaria Tradicional" | 12 de março de 2017 | 26,4%             |
| 2            | 2            | "Rio Minho"                         | 19 de março de 2017 | 30,4%             |
| 3            | 3            | "Tapas - Moita"                     | 26 de março de 2017 | 28,0%             |
| 4            | 4            | "Suprema"                           | 2 de abril de 2017  | 31,0%             |
| 5            | 5            | "Canela"                            | 9 de abril de 2017  | 34,3%             |
| 6            | 6            | "Tomate"                            | 16 de abril de 2017 | 32,9%             |
| 7            | 7            | "HotSpot"                           | 23 de abril de 2017 | 35,9%             |
| 8            | 8            | "Chic Dream"                        | 30 de abril de 2017 | 37,9%             |
| 9            | 9            | "Beco"                              | 7 de maio de 2017   | 33,2%             |
| 10           | 10           | "Pinto's 2"                         | 14 de maio de 2017  | 33,5%             |
| 11           | 11           | "Barmácia"                          | 21 de maio de 2017  | 30,3%             |
| 12           | 12           | "Tejá"                              | 28 de maio de 2017  | 35,8%             |
| 13           | 13           | "Carolina do Aires"                 | 4 de junho de 2017  | 40,5%             |

### 2.ª Temporada
| N.º na série | N.º na temp. | Título             | Exibição original      | Audiência (share) |
| ------------ | ------------ | ------------------ | ---------------------- | ----------------- |
| 14           | 1            | "Ribamariscos"     | 9 de setembro de 2018  | 32,1%             |
| 15           | 2            | "Dom Dinis"        | 16 de setembro de 2018 | 33,0%             |
| 16           | 3            | "Adiafa"           | 23 de setembro de 2018 | 30,8%             |
| 17           | 4            | "Miquipal"         | 7 de outubro de 2018   | 27,2%             |
| 18           | 5            | "Stop TIR"         | 14 de outubro de 2018  | 27,6%             |
| 19           | 6            | "2002"             | 21 de outubro de 2018  | 27,7%             |
| 20           | 7            | "O Telheiro"       | 28 de outubro de 2018  | 29,8%             |
| 21           | 8            | "Ninho de sabores" | 4 de novembro de 2018  | 27,0%             |
| 22           | 9            | "Alameda"          | 11 de novembro de 2018 | 29,1%             |
| 23           | 10           | "Café Central"     | 25 de novembro de 2018 | 29,8%             |

### 3.ª Temporada
| N.º na série | N.º na temp. | Título                      | Exibição original      | Audiência (share) |
| ------------ | ------------ | --------------------------- | ---------------------- | ----------------- |
| 24           | 1            | "Apple House"               | 1 de dezembro de 2019  | 24,8%             |
| 25           | 2            | "Solmar Canas"              | 8 de dezembro de 2019  | 21,1%             |
| 26           | 3            | "O Histórico"               | 15 de dezembro de 2019 | 24,7%             |
| 27           | 4            | "Especial de Natal"         | 22 de dezembro de 2019 | 22,8%             |
| 28           | 5            | "Mirante da Rocha"          | 29 de dezembro de 2019 | 23,4%             |
| 29           | 6            | "A Faia"                    | 1 de janeiro de 2020   | 25,7%             |
| 30           | 7            | "Casa Azul"                 | 5 de janeiro de 2020   | 26,1%             |
| 31           | 8            | "Casa das Francesinhas"     | 12 de janeiro de 2020  | 27,0%             |
| 32           | 9            | "Restaurante do Caipirinha" | 19 de janeiro de 2020  | 25,4%             |
| 33           | 10           | "O Lavinas"                 | 26 de janeiro de 2020  | 26,5%             |

### Especial Pesadelo do Chef
| N.º na série | N.º na temp. | Título                        | Exibição original       | Audiência (share) |
| ------------ | ------------ | ----------------------------- | ----------------------- | ----------------- |
| 1            | 1            | "Especial Pesadelo do Chef"   | 02 de fevereiro de 2020 | 18,8%             |
| 2            | 2            | "Especial Pesadelo do Chef 2" | 09 de fevereiro de 2020 | 16,5%             |